# 米田賀
米田贺（1983年1月5日—），中国吉林省长春市人，祖籍山东省，足球运动员，身高186cm，体重72kg。

## 简述
米田贺自从1997起就进入长春亚泰的青年队踢球，2000年进入长春亚泰一队后虽然鲜有上场机会，但为数不多的几次出场都有让人眼前一亮的表现。尽管失误累累，尽管经验缺乏，但稚嫩的表现不能掩盖他惊人的足球才华与过硬的心理素质。在宗磊受伤后，他的表现一度让人忘记了宗磊的存在。他与王大雷，曾被视为是中国足球未来守门员的希望。
2004年中甲联赛最后四轮，顶替受伤的主力门将郭昊以及发挥不佳的第二门将秦潇出场，表现稳定。
2007年10月31日 中超联赛第27轮客场对阵上海申花，米田贺第一次代表球队出战中超，米田贺表现虽有争议，但帮助球队取得关键平局。
2010年，作为首发门将代表长春亚泰队参加了亚冠联赛，其中客场0-1负于全北现代的比赛中，米田贺高接抵挡。多次力保球门不失，证明了自己的价值。